# أوزوالدو بلانكو
أوزوالدو بلانكو (بالإسبانية: Oswaldo Blanco)‏ (21 مايو 1991 بكارتاهينا في كولومبيا - ) هو لاعب كرة قدم كولومبي في مركز الهجوم. لعب مع Deportivo Merlo ‏.

## وصلات خارجية
- أوزوالدو بلانكو على موقع قاعدة بيانات كرة القدم.إي يو (الإنجليزية)
- أوزوالدو بلانكو على موقع Soccerway.com (الإنجليزية)
- أوزوالدو بلانكو على موقع عالم كرة القدم.نت (الإنجليزية)